# Tínia
Tínia és el déu del cel de la mitologia etrusca i, com a tal, el més alt i important del seu panteó, l'equivalent al Zeus Grec o al Júpiter romà.
Varró afirma en canvi que la divinitat més important dels etruscs no era Tínia, sinó Vertumne, i s'ha pensat que els dos déus es van assimilar, però no hi ha proves d'això. Estava casat amb Uni i va ser el pare d'Hercle i de Menrva. Com altres divinitats etrusques, el seu nom és de gènere neutre.
Igual que altres figures anàlogues, com Zeus, podia manar sobre els trons i els llamps. Els etruscs distingien fins a nou divinitats capaces de convocar els llamps del cel, déus que els romans anomenaven Novensiles. De llamps n'hi havia d'onze classes, dels que Tínia el déu més poderós, n'utilitzava tres.
Se'l representa com un home amb barba acompanyat d'una àguila i del llamp, símbols del cel, però de vegades com un jove sense barba. S'ha suggerit que el seu nom significa "dies", perquè també era el déu que regia el pas del temps, lligat als canvis al cel. Tal com feia Laran, també protegia els límits i les fronteres.